# Адаптация персонала
Адаптация персонала — процесс ознакомления, приспособления работников к содержанию и условиям трудовой деятельности, а также к социальной среде организации. Адаптация является одной из составляющих частей управления персоналом. Этот термин применим как к новым сотрудникам, нанимаемым извне, так и к сотрудникам, перемещаемым на новую должность в порядке внутренней ротации. Адаптация — приспособление организма, индивидуума, коллектива к изменяющимся условиям среды или к своим внутренним изменениям, что приводит к повышению эффективности их существования и функционирования.

## Классификация
Адаптация персонала подразделяется по направлениям:
1. производственная:
- профессиональная;
- психофизиологическая;
- социально-психологическая;
- организационно-психологическая;
- организационно-административная;
- экономическая;
- санитарно-гигиеническая.

2. внепроизводственная:
- адаптация к внепроизводственному общению с коллегами;
- адаптация в период отдыха.

Все виды адаптации взаимосвязаны между собой.

## Этапы адаптации
Условно процесс адаптации персонала можно разделить на 4 этапа:
1. Оценка уровня подготовленности работника.
Если сотрудник имеет не только специальную подготовку, но и опыт работы в аналогичных подразделениях других компаний, период его адаптации будет минимальным.
2. Ориентация. 
Практическое знакомство нового работника со своими обязанностями и требованиями, которые к нему предъявляются со стороны организации.
В ходе проведения общей программы ориентации часто затрагиваются следующие вопросы:
- общее представление о компании: цели, приоритеты, проблемы;
- политика организации;
- оплата труда;
- дополнительные льготы;
- охрана труда и соблюдение техники безопасности.

3. Действенная ориентация. 
Приспособление работника к своему статусу, включение в межличностные отношения с коллегами и руководством.
4. Функционирование. 
Последний этап процесса адаптации. Характеризуется постепенным преодолением производственных и межличностных проблем и переходом к стабильной работе.

## Разновидности адаптации персонала
1. Отрицание.
Новый сотрудник не принимает ценности организации, его ожидания целиком не совпадают с реальностью. В большинстве случаев такие сотрудники увольняются в первые месяцы работы.
2. Приспособленчество.
Подобные сотрудники полностью принимают все правила и нормы организации. Такой тип сотрудников составляет большую часть штата любой организации.
3. Маскировка.
В данном случае сотрудник демонстрирует принятие второстепенных установленных в организации норм и правил при одновременном «отрицании» основных установок. Подобная линия поведения типична для сотрудников группы риска, которые могут разорвать трудовое соглашение в любой момент.
4. Адаптивный индивидуализм.
Эта разновидность адаптации подразумевает принятие основных правил и норм организации при полном «несогласии» с второстепенными ценностями. Это даёт возможность работнику сохранить собственную индивидуальность и отлично справляться со своими служебными обязанностями.

## Система адаптации персонала
С целью преодоления возникающих трудностей, а также повышения эффективности процесса приспосабливания в компаниях создается система адаптации персонала. Данная система включает комплекс мероприятий, которые позволяют сотруднику выйти на необходимый уровень производительности с минимальными потерями для него самого и для компании.
Наличие системы адаптации дает следующие преимущества:
для компании:
- повышение эффективности работы сотрудника, ускорение процесса выхода работника на требуемый уровень производительности;
- налаживание или поддержание положительных отношений в коллективе;
- предотвращение серьёзных ошибок, которые могли бы совершить новые сотрудники;
- сокращение временных затрат опытных работников на оказание помощи новому сотруднику в процессе выполнения им должностных обязанностей;
- минимизация «текучести» кадров.

для сотрудника:
- налаживание отношений в коллективе;
- быстрое вливание в рабочий процесс и приобретение новых навыков и знаний;
- снижение тревожности и неуверенности перед нареканиями со стороны руководства, связанными с неумением выполнять поставленные задачи так же быстро, как и другие сотрудники;
- сопоставление ожидаемых условий работы сотрудника с его реальной деятельностью;
- снижение страха сотрудника быть уволенным во время испытательного срока.

## Ключевые элементы системы адаптации
Система адаптации должна иметь четкую организацию и регламентацию:
- welcome-тренинг — это первоначальное ознакомление сотрудника с общими сведениями о компании, с её историей, продуктами, услугами, структурой и культурой;
- программа адаптации, регламентирующая мероприятия и сроки обучения сотрудника — отвечает за то, каким навыкам и в какой последовательности обучается работник, какие обязанности начинает выполнять в первую очередь, а также помогает адаптироваться сотруднику в коллективе;
- система наставничества — привлечение опытного работника в помощь новому сотруднику;
- система аттестации по итогам адаптационных мероприятий — чёткий порядок оценки нового сотрудника, понятный как руководству, так и ему самому.

В зависимости от подготовки нового сотрудника, его психологических качеств и специальности срок адаптации может составлять от нескольких месяцев до полугода.